# Черната мълния (сериал)
„Черната мълния“ (на английски: Black Lightning) е американски сериал, базиран на комиксовия герой на компанията ДиСи. Сюжета се развива в същата вселена на „Стрелата“, „Светкавицата“, „Легендите на утрешния ден“, „Константин“, „Супергърл“, „Лисицата“, „Борците за свобода: Лъчът“, „Батуоман“ и „Супермен и Лоис“. Сериала се излъчва по „The CW“. Премиерата на първия сезон е на 16 януари 2018 г.
На 7 януари 2020 г. сериалът е подновен за четвърти и последен сезон, който започва на 8 февруари и завършва на 24 май 2021 г..

## Герои
- Крес Уилямс – Джеферсън Пиърс / Черната Мълния
- Нафеса Уилямс – Аниса Пиърс / Гръм
- Чина Ан Маклейн – Дженифър Пиърс / Мълния
- Кристин Адамс – Лин Стюърт
- Деймън Гуптън – Бил Хендерсън
- Джеймс Ремар – Питър Гамби
- Марвин „Крондон“ Джоунс III – Тобаяс Уейл
- Джордан Калоуей – Калил Пейн / Пейнкилър
- Шантал Туй – Грейс Чой